# Universo senza fine
Universo senza fine (The Endless Universe, 1979; riscrittura di The Endless Voyage, 1975), tradotto anche come Universo infinito, è un romanzo fantascientifico scritto da Marion Zimmer Bradley. È stato edito in italiano per la prima volta da Fanucci nel 1996.

## Trama
Il futuro è un immenso viaggio cosmico. Milioni di mondi in tutta la nostra galassia, la via lattea, sono collegati dal Trasmettitore, che permette di spostarsi quasi istantaneamente. Poche sono le astronavi che ancora osano solcare le pericolose vie dello spazio: sono quelle degli esploratori umani, che in millenni si sono adatti a vivere in perpetua assenza di gravità, affrontando pericoli, radiazioni, e viaggi a volte senza ritorno. Ma perché? Per quale scopo? Scoprire nuovi pianeti abitabili, fino alla fine della galassia... e oltre.

## Edizioni
- Marion Zimmer Bradley, Universo senza fine, Fanucci, 1999,  p. 288.